# Lucie Vellère
Lucie Weiler Vellère (Brussel, 23 december 1896 – Brussel, 12 oktober 1966) was een Belgisch componiste.

## Biografie
Lucie Vellère werd geboren in Brussel en kreeg pianoles van haar vader vanaf haar zes jaar. Ze studeerde viool bij Emile Chaumont, harmonie bij Paul Miry en compositie bij Joseph Jongen. In 1957 verkreeg ze de Prix du Brabant en won ze een prijs van de  American Section of the International Council for Women voor haar composities. Als hoofdberoep was ze apotheker; componeren deed zij in haar vrije tijd.

## Werkselectie
Vellère componeerde werken voor stem, solo instrumenten, kamerensembles, koor en orkest in een traditionele stijl. De meeste van haar werken doen impressionistisch aan.
- 1920 Chanson nocturne (voor viool en piano)
- 1937 Strijkkwartet nr. 1 in d klein
- 1942 Strijkkwartet nr. 2 in e klein
- 1947 Piano Trio
- 1950 Fantaisie en trois mouvement (voor viool en piano)
- 1951 Quatour à cordes
- 1951 Strijkkwartet nr. 3
- 1954 Nocturne (voor cello en piano)
- 1956 Petite Symphony
- 1959 Arlequinade (voor trompet en piano)
- 1960 Bagatelles (strijktrio)
- 1960 Dialogue (voor hobo en piano)
- 1960 Intermède (voor fluit en piano)
- 1961 Sonate voor viool en altviool
- 1962 Divertissement (voor viool en piano)
- 1962 Strijkkwartet nr. 4
- 1963 Kwartet (voor 4 klarinetten)
- 1964 Epitaphe pour un ami (Epitaaf voor een vriend) voor altviool en strijkorkest
- 1964 Kwartet (voor fluit, hono, klarinet en fagot)
- 1965 Deux essais (voor trompet, hoorn en trombone)[5]

### Discografie
- String Quartet #3. On Vive la Différence: String Quartets by 5 Women from 3 Continents, Leonarda CD #LE336 (1997)